# Barbara (film, 1961)
Pour les articles homonymes, voir Barbara (homonymie).
Pour plus de détails, voir Fiche technique et Distribution.
Barbara (titre original : Barbara - Wild wie das Meer) est un film allemand réalisé par Frank Wisbar, sorti en 1961.

## Fiche technique
- Titre français : Barbara et les hommes
- Titre original : Barbara - Wild wie das Meer
- Date de sortie : Allemagne de l'Ouest : 28 novembre 1961

## Distribution
- Harriet Andersson : Barbara
- Helmut Griem : Dr. Paul Aggersoe
- Maria Sebaldt : Vupsen
- Carl Lange : Amtmann Heyde
- Hans Nielsen : Mikkelsen
- Hans von Borsody : Andreas
- Erik Schumann : Dr. Nielsson
- Tilla Durieux : Armgart
- Erich Dunskus : Harpunen-Olaf
- Hans Elwenspoek : Pastor